# Гмайнер, Герман
Герман Гмайнер (нем. Hermann Gmeiner; 23 июня 1919, Альбершвенде, Австрия — 26 апреля 1986, Инсбрук) — австрийский социальный педагог, автор и создатель детских деревень — SOS.

## Биография
Герман Гмайнер родился 23 июня 1919 года шестым ребёнком в многодетной семье горняка (всего 9 детей). В марте 1925 умерла его мать. О пятилетнем Германе и семерых его братьях и сёстрах заботилась старшая сестра Эльза.
В 1936 году за отличную успеваемость в гимназии юному Герману присваивается стипендия, которая даёт ему возможность продолжать учёбу.
В феврале 1940 призван в Вермахт. Воевал в Финляндии, СССР и Венгрии. В 1945, с многочисленными ранениями, доставлен в лазарет города Брегенц.
В 1946 изучал медицину в Инсбруке.

## Воплощение мечты
Толчком к созданию деревни послужила встреча с 12-летним сиротой зимой 1947 года. Печальная история судьбы мальчика оставила глубокий след в сердце Германа. Он вспомнил своё детство и случай, когда во время войны русский мальчик спас ему жизнь.
В феврале 1948 Гмайнер обратился в государственные, религиозные и частные учреждения, которые по его усмотрению, могли бы повлиять на проблему. Результат был плачевным — никто не воспринял его идею как серьёзную. После своего первого провала Гмайнер делает вывод, что только он сам может воплотить идею в жизнь. Первым его пожертвованием были 600 шиллингов (43,60 €), его личные сбережения. Позже было найдено помещение для бюро.
22 июля 1949 Гмайнер написал прошения в различные инстанции, с целью найти участок для строительства, и наконец получил положительный ответ от мэра окружного центра Имст (Австрия), Йозефа Коха. Участок был на горе, без электричества и воды. Позже был построен первый коттедж детской деревни.
В декабре 1949 была открыта первая деревня.
В последующие десятилетия жизнь Гмайнера была неразрывно связана с его концепцией семейного воспитания сирот, основанная на четырёх «столпах»: мать, дом, братья и сёстры, деревня. Учитывая его сосредоточенность на помощи сиротам, остальная часть его биографии читается как история самих Детских деревень — SOS. Гмайнер был директором первой Детской деревни в Имсте, организовал строительство новых Детских деревень — SOS в Австрии и помогал создавать Детские деревни — SOS во многих других странах Европы.
В 1960 году в Страсбурге, Франция, была создана международная организация SOS Children’s Villages International как зонтичная организация для SOS Children’s Villages, первым президентом которой стал Герман Гмайнер. В последующие годы деятельность Детских Деревень — SOS распространилась за пределы Европы. Первая неевропейская Детская деревня — SOS была построена в Тэгу, Корея, в 1963 году. Затем появились Детские Деревни — SOS и на других континентах.
К 1985 году результатом работы Германа Гмайнера стали в общей сложности 233 Детских деревни — SOS в 85 странах. В знак признания его заслуг перед сиротами и брошенными детьми он получил множество наград и был 96 раз в 1960—1965 гг. номинирован на Нобелевскую премию мира. Однако он всегда подчеркивал, что достичь цели обеспечения брошенных детей постоянным домом удалось только благодаря постоянной поддержке миллионов людей.
Герман Гмайнер умер в Инсбруке в 1986 году, похоронен в Детской Деревне — SOS в Имсте.
В настоящее время SOS Children’s Villages действует в 132 странах и территориях. 438 Детских Деревень — SOS и 346 молодёжных учреждений SOS предоставляют новый дом более чем 60 000 нуждающимся детям и молодежи. Более 131 000 детей и молодых людей посещают детские сады SOS, школы SOS Hermann Gmeiner и центры профессиональной подготовки SOS. Около 397 000 человек пользуются услугами медицинских центров SOS, 115 000 человек — услугами социальных центров SOS.
Все Детские деревни — SOS существуют исключительно на добровольные пожертвования.

## Увековечение памяти
В честь него названа школа в Бишкеке, а также детский сад в Чолпон-Ате.
Ранее в деревне Маурино под Вологдой одна из улиц называлась в честь Германа Гмайнера: на ней находится вологодская Детская деревня — SOS. В 2021 году её переименовали в честь композитора Валерия Гаврилина.
Также именем Гмайнера называлась улица в поселке Томилино Люберецкого района Московской области, однако и она также была переименована в декабре 2019 года в улицу Потехина.
Ранее был переулок в городе Кандалакша Мурманской области. C 2003 года на переулке находилась Детская деревня — SOS, но в 2020 году он был переименован из-за участия Гмайнера в ВОВ. Причиной послужила проверка местной прокуратуры, которая вынесла предписание местным властям убрать имя Гмайнера и продолжить улицу Николая Данилова.
Улица Германа Гмайнера была и в городе Псков. На этой улице также расположена Детская деревня — SOS. С 1 июня 2022 года. Теперь она носит название в честь Героя Советского Союза Ильи Коровина. Об этом сообщила главы Псковского района Наталья Фёдорова на пресс-конференции в медиацентре Псковского агентства информации 3 июня, передаёт корреспондент «Псковской правды».

## Цитата
«Все дети в мире — наши дети»